# Coppa Davis 2023
La Coppa Davis 2023 è stata la 111ª edizione del torneo mondiale tra squadre nazionali di tennis maschile. Il Canada era il detentore del titolo, ma è stato eliminato nei quarti di finale. L'Italia ha battuto in finale l'Australia con il punteggio di 2-0, vincendo il torneo per la seconda volta (la prima risale al 1976).

## Fase finale
Alla fase finale partecipano sedici nazioni: il Canada vincitore della passata edizione, l'Australia finalista dell'edizione precedente, due wild-card assegnate a Italia e Spagna e le dodici vincitrici del turno di qualificazione.
La fase a gironi della fase finale vede le 16 squadre divise in 4 gruppi i cui incontri si tengono tra il 12 e il 17 settembre. Le prime due classificate di ciascun gruppo si qualificano per la fase a eliminazione diretta, che avrà luogo al Palacio de Deportes José María Martín Carpena di Malaga, in Spagna. Ha avuto inizio il 21 novembre con i quarti di finale ed è terminata il 26 novembre con la finale.

### Squadre partecipanti
| Partecipanti                                                                                        | Partecipanti | Partecipanti | Partecipanti      |
| Australia (F)                                                                                       | Canada (TH)  | Cile         | Corea del Sud     |
| Croazia (H)                                                                                         | Finlandia    | Francia      | Gran Bretagna (H) |
| Italia (WC) (H)                                                                                     | Paesi Bassi  | Rep. Ceca    | Serbia            |
| Spagna (WC) (H)                                                                                     | Svezia       | Svizzera     | Stati Uniti       |
| --------------------------------------------------------------------------------------------------- | ------------ | ------------ | ----------------- |
| H = Paesi ospitanti, TH = Detentrice del titolo, F = Finalista dell'ultima edizione, WC = Wild-card |              |              |                   |

## Qualificazioni per la fase finale
Le squadre ammesse alle qualificazioni per la fase finale sono state 24:
- 12 delle 16 squadre presenti alla fase finale della Coppa Davis 2022 e non finaliste
- Le 12 squadre vincitrici nel Gruppo Mondiale I del 2022

L'Italia e la Spagna il 27 novembre hanno ricevuto una wild-card dall'ITF e hanno avuto accesso diretto alla fase finale senza disputare le qualificazioni.
Le dodici nazioni vincitrici si sono qualificate per la fase finale, le dodici nazioni perdenti parteciperanno invece al Gruppo Mondiale I. Gli incontri si sono disputati tra il 3 e il 5 febbraio 2023. Il sorteggio si è svolto il 27 novembre 2022 a Malaga, in Spagna.
Squadre che hanno disputato le qualificazioni
Tra parentesi la posizione occupata nella classifica a squadre di Coppa Davis il 28 novembre 2022.
Teste di serie
- Croazia (1ª)
- Francia (3ª)
- Stati Uniti (5ª)
- Germania (6ª)
- Gran Bretagna (9ª)
- Serbia (10ª)
- Kazakistan (11ª)
- Belgio (12ª)
- Svezia (13ª)
- Paesi Bassi (14ª)
- Argentina (15ª)
- Rep. Ceca (17ª)

Non teste di serie
- Austria (18ª)
- Colombia (19ª)
- Cile (21ª)
- Corea del Sud (22ª)
- Ungheria (24ª)
- Slovacchia (27ª)
- Finlandia (28ª)
- Bosnia ed Erzegovina (29ª)
- Uzbekistan (30ª)
- Norvegia (31ª)
- Portogallo (33ª)
- Svizzera (40ª)

In neretto le squadre classificate, tra parentesi il n° di testa di serie.
| Squadra di casa  | Punteggio | Squadra ospite       | Luogo     | Stadio                              | Superficie      |
| ---------------- | --------- | -------------------- | --------- | ----------------------------------- | --------------- |
| Croazia [1]      | 3–1       | Austria              | Fiume     | Sportska Dvorana Zamet              | Cemento (i)     |
| Ungheria         | 2–3       | Francia [2]          | Tatabánya | Tatabánya Multifunctional Arena     | Cemento (i)     |
| Uzbekistan       | 0–4       | Stati Uniti [3]      | Tashkent  | Olympic Tennis School               | Cemento (i)     |
| Germania [4]     | 2–3       | Svizzera             | Treviri   | Arena Trier                         | Cemento (i)     |
| Colombia         | 1–3       | Gran Bretagna [5]    | Cota      | Pueblo Viejo Country Club           | Terra rossa     |
| Norvegia         | 0–4       | Serbia [6]           | Oslo      | Oslo Tennisarena                    | Cemento (i)     |
| Cile             | 3–1       | Kazakistan [7]       | La Serena | Campus Trentino                     | Terra rossa     |
| Corea del Sud    | 3–2       | Belgio [8]           | Seul      | Olympic Tennis Court                | Cemento (i)     |
| Svezia [9]       | 3–1       | Bosnia ed Erzegovina | Stoccolma | The Royal Tennis Hall               | Cemento (i)     |
| Paesi Bassi [10] | 4–0       | Slovacchia           | Groninga  | MartiniPlaza Groningen              | Cemento (i)     |
| Finlandia        | 3–1       | Argentina [11]       | Espoo     | Espoo Metro Arena                   | Cemento (i)     |
| Portogallo       | 1–3       | Rep. Ceca [12]       | Maia      | Complexo Municipal de Ténis da Maia | Terra rossa (i) |

## Gruppo Mondiale I

### Turno principale
In questo turno hanno partecipato le dodici nazioni perdenti nelle qualificazioni alla fase finale e le dodici nazioni vincitrici dei play-off. Gli incontri si sono disputati tra il 15 e il 17 settembre. Le dodici vincenti parteciperanno alle qualificazioni per la fase finale 2024 mentre le perdenti parteciperanno  ai play-off del Gruppo Mondiale I.
Parteciperanno ventiquattro squadre:
- 12 squadre perdenti dal turno di qualificazione di febbraio 2023
- 12 squadre vincitrici dei play-off del Gruppo Mondiale I di febbraio 2023

#### Squadre partecipanti
Tra parentesi la posizione occupata nella classifica a squadre di Coppa Davis il 6 febbraio 2023.
Teste di serie
- Germania (5ª)
- Kazakistan (14ª)
- Belgio (16ª)
- Argentina (18ª)
- Colombia (19ª)
- Ungheria (22ª)
- Giappone (23ª)
- Austria (24ª)
- Slovacchia (25ª)
- Norvegia (26ª)
- Romania (27ª)
- Brasile (28ª)

Non teste di serie
- Bosnia ed Erzegovina (29ª)
- Portogallo (30ª)
- Israele (31ª)
- Uzbekistan (33ª)
- Perù (34ª)
- Turchia (35ª)
- Ucraina (36ª)
- Taipei cinese (37ª)
- Danimarca (38ª)
- Lituania (39ª)
- Bulgaria (41ª)
- Grecia (42ª)

| Squadra di casa      | Punteggio | Squadra ospite | Luogo             | Stadio                       | Superficie      |
| -------------------- | --------- | -------------- | ----------------- | ---------------------------- | --------------- |
| Bosnia ed Erzegovina | 0–4       | Germania [1]   | Mostar            | Tennis Club                  | Terra rossa (i) |
| Bulgaria             | 1–3       | Kazakistan [2] | Sofia             | National Tennis Centre       | Terra rossa     |
| Belgio [3]           | 3–1       | Uzbekistan     | Hasselt           | Sporthal Alverberg           | Cemento (i)     |
| Argentina [4]        | 4–0       | Lituania       | Buenos Aires      | Lawn Tennis Club             | Terra rossa     |
| Ucraina              | 3–2       | Colombia [5]   | K'asp'i (Georgia) | Garikula Tennis Club         | Cemento         |
| Ungheria [6]         | 4–0       | Turchia        | Keszthely         | Helikon Teniszcentrum        | Terra rossa     |
| Israele              | 3–2       | Giappone [7]   | Hadera            | Enerbox Sport Palace         | Cemento (i)     |
| Austria [8]          | 1–3       | Portogallo     | Schwechat         | Multiversum                  | Cemento (i)     |
| Grecia               | 1–3       | Slovacchia [9] | Atene             | Panathenaic Stadium          | Cemento         |
| Perù                 | 4–1       | Norvegia [10]  | Lima              | Lawn Tennis de la Exposición | Terra rossa     |
| Romania [11]         | 1–3       | Taipei cinese  | Mamaia            | Tennis Club IDU              | Terra rossa     |
| Danimarca            | 1–3       | Brasile [12]   | Hillerød          | Royal Stage                  | Cemento (i)     |

### Play-off
In questo turno hanno partecipato ventiquattro nazioni. Gli incontri si sono disputati tra il 3 e il 5 febbraio 2023. Le dodici vincenti si sono qualificate per il turno principale, le perdenti invece sono retrocesse nel Gruppo Mondiale II.
Hanno partecipato ventiquattro nazioni:
- 12 squadre perdenti del turno principale del Gruppo Mondiale I 2022
- 12 squadre vincitrici del turno principale del Gruppo Mondiale II 2022

Squadre che hanno disputato le qualificazioni
Tra parentesi la posizione occupata nella classifica a squadre di Coppa Davis il 28 novembre 2022.
Teste di serie
- Giappone (20ª)
- Ecuador (23ª)
- Brasile (25ª)
- India (26ª)
- Romania (32ª)
- Israele (34ª)
- Perù (35ª)
- Messico (36ª)
- Ucraina (37ª)
- Turchia (38ª)
- Pakistan (39ª)
- Nuova Zelanda (41ª)

Non teste di serie
- Libano (43ª)
- Lituania (44ª)
- Danimarca (45ª)
- Taipei cinese (47ª)
- Slovenia (48ª)
- Polonia (49ª)
- Grecia (51ª)
- Lettonia (55ª)
- Bulgaria (56ª)
- Irlanda (63ª)
- Cina (70ª)
- Thailandia (72ª)

In neretto le squadre classificate, tra parentesi il n° di testa di serie.
| Squadra di casa    | Punteggio | Squadra ospite | Luogo         | Stadio                                           | Superficie  |
| ------------------ | --------- | -------------- | ------------- | ------------------------------------------------ | ----------- |
| Giappone [1]       | 4–0       | Polonia        | Miki-city     | Bourbone Beans Dome                              | Cemento (i) |
| Grecia             | 3–1       | Ecuador [2]    | Atene         | Olympic Athletic Center of Athens "Spiros Louis" | Cemento (i) |
| Brasile [3]        | 4–0       | Cina           | Florianopolis | Estadio Guga Kuerten                             | Terra rossa |
| Danimarca          | 3–2       | India [4]      | Hillerød      | Royal Stage                                      | Cemento (i) |
| Thailandia         | 2–3       | Romania [5]    | Nonthaburi    | The Lawn Tennis Association of Thailand          | Cemento     |
| Lettonia           | 2–3       | Israele [6]    | Riga          | Arena Riga                                       | Cemento (i) |
| Perù [7]           | 4–0       | Irlanda        | Asia          | Estadio Asia                                     | Terra rossa |
| Messico [8]        | 1–3       | Taipei cinese  | Metepec       | Club Deportivo La Asuncion                       | Terra rossa |
| Ucraina [9]        | 3–1       | Libano         | Leszno        | Leszno Tennis Club                               | Cemento (i) |
| Turchia [10]       | 4–0       | Slovenia       | Istanbul      | Enka Spor Kulubu                                 | Cemento (i) |
| Lituania           | 4–0       | Pakistan [11]  | Vilnius       | SEB Arena                                        | Cemento (i) |
| Nuova Zelanda [12] | 1–3       | Bulgaria       | Christchurch  | Wilding Park                                     | Cemento     |

## Gruppo Mondiale II

### Turno principale
In questo turno parteciparono le dodici nazioni perdenti dei play-off del Gruppo Mondiale I e le dodici nazioni vincitrici dei play-off del Gruppo Mondiale II. Gli incontri si disputarono tra il 14 e il 17 settembre 2023. Le dodici vincenti si qualificarono ai play-off del Gruppo Mondiale I 2024 mentre le perdenti mantennero la permanenza nel Gruppo Mondiale II.
Parteciperanno 24 nazioni:
- 12 squadre perdenti dei play-off del Gruppo Mondiale I di febbraio 2023
- 12 squadre vincitrici dei play-off del Gruppo Mondiale II di febbraio 2023

#### Squadre partecipanti
Tra parentesi la posizione occupata nella classifica a squadre di Coppa Davis il 6 febbraio 2023.
Teste di serie
- Ecuador (32ª)
- India (40ª)
- Nuova Zelanda (43ª)
- Messico (44ª)
- Pakistan (45ª)
- Uruguay (45ª)
- Libano (47ª)
- Slovenia (48ª)
- Tunisia (49ª)
- El Salvador (50ª)
- Hong Kong (51ª)
- Polonia (52ª)

Non teste di serie
- Lettonia (53ª)
- Barbados (54ª)
- Marocco (55ª)
- Indonesia (56ª)
- Irlanda (57ª)
- Egitto (58ª)
- Monaco (59ª)
- Giamaica (60ª)
- Cina (61ª)
- Georgia (62ª)
- Thailandia (63ª)
- Lussemburgo (65ª)

| Squadra di casa   | Punteggio | Squadra ospite | Luogo                 | Stadio                                 | Superficie  |
| ----------------- | --------- | -------------- | --------------------- | -------------------------------------- | ----------- |
| Monaco            | 1–3       | Ecuador [1]    | Roquebrune-Cap-Martin | Monte Carlo Country Club               | Terra rossa |
| India [2]         | 4–1       | Marocco        | Lucknow               | Mini Stadium                           | Cemento     |
| Nuova Zelanda [3] | 3–1       | Thailandia     | Invercargill          | ILT Stadium                            | Cemento (i) |
| Messico [4]       | 3–1       | Cina           | Mérida                | Lorenzo Molina Casares                 | Terra rossa |
| Pakistan [5]      | 5–0       | Indonesia      | Islamabad             | Pakistan Sports Complex                | Erba        |
| Uruguay [6]       | 1–3       | Egitto         | Montevideo            | Carrasco Lawn Tennis Club              | Terra rossa |
| Libano [7]        | 4–0       | Giamaica       | Beirut                | Automobile and Touring Club of Lebanon | Terra rossa |
| Slovenia [8]      | 2–3       | Lussemburgo    | Lubiana               | Tenis Center Tivoli                    | Terra rossa |
| Georgia           | 3–1       | Tunisia [9]    | K'asp'i               | Garikula Tennis Club                   | Cemento     |
| El Salvador [10]  | 1–4       | Irlanda        | Sonsonate             | Complejo de Tenis                      | Terra rossa |
| Hong Kong [11]    | 2–3       | Lettonia       | Hong Kong             | Victoria Park Tennis Stadium           | Cemento     |
| Polonia [12]      | 4–0       | Barbados       | Grodzisk Mazowiecki   | Akademia Tenis Kozerki                 | Cemento     |

### Play-off
In questo turno hanno partecipato ventiquattro nazioni. Gli incontri si sono disputati tra il 2 e il 5 febbraio 2023. Le dodici vincenti si sono qualificate per il turno principale, le perdenti invece sono retrocesse nei rispettivi Gruppi III continentali.
Hanno partecipato 24 nazioni:
- 12 squadre perdenti del turno principale del Gruppo Mondiale II 2022
- Le prime 3 squadre di ogni girone continentale del Gruppo III 2022

Squadre che hanno disputato le qualificazioni
Tra parentesi la posizione occupata nella classifica a squadre di Coppa Davis il 28 novembre 2022.
Teste di serie
- Uruguay (42ª)
- Bolivia (46ª)
- Tunisia (50ª)
- Sudafrica (52ª)
- Barbados (53ª)
- Rep. Dominicana (54ª)
- Hong Kong (57ª)
- El Salvador (58ª)
- Estonia (59ª)
- Egitto (60ª)
- Marocco (61ª)
- Indonesia (62ª)

Non teste di serie
- Paraguay (64ª)
- Monaco (65ª)
- Venezuela (66ª)
- Zimbabwe (67ª)
- Vietnam (68ª)
- Giamaica (69ª)
- Comunità del Pacifico (71ª)
- Georgia (73ª)
- Cipro (74ª)
- Lussemburgo (76ª)
- Giordania (77ª)
- Costa d'Avorio (84ª)

In neretto le squadre classificate, tra parentesi il n° di testa di serie.
| Squadra di casa | Punteggio | Squadra ospite        | Luogo                 | Stadio                                               | Superficie  |
| --------------- | --------- | --------------------- | --------------------- | ---------------------------------------------------- | ----------- |
| Zimbabwe        | 2–3       | Uruguay [1]           | Harare                | Harare Sports Club                                   | Cemento     |
| Georgia         | 4–0       | Bolivia [2]           | Leszno                | Leszno Tennis Club                                   | Cemento (i) |
| Tunisia [3]     | 3–2       | Cipro                 | Tunisi                | Courts de Tennis - Cité Nationale Sportive El Menzah | Cemento     |
| Lussemburgo     | 4–1       | Sudafrica [4]         | Esch-sur-Alzette      | Centre National de Tennis                            | Cemento (i) |
| Barbados [5]    | 3–2       | Comunità del Pacifico | Bridgetown            | National Tennis Centre                               | Cemento     |
| Monaco          | 4–0       | Rep. Dominicana [6]   | Roquebrune Cap-Martin | Monte Carlo Country Club                             | Terra rossa |
| Venezuela       | 1–3       | Hong Kong [7]         | Puerto Cabello        | Centro Nacional de Tenis                             | Cemento     |
| Giordania       | 1–3       | El Salvador [8]       | Amman                 | Jordan Tennis Federation Courts                      | Cemento (i) |
| Giamaica        | 3–1       | Estonia [9]           | Kingston              | Eric Bell National Tennis Centre                     | Cemento     |
| Egitto [10]     | 3–2       | Paraguay              | Il Cairo              | El Gezira Sporting Club                              | Terra rossa |
| Costa d'Avorio  | 1–3       | Marocco [11]          | Abidjan               | Le Central Tennis Club                               | Cemento     |
| Vietnam         | 2–3       | Indonesia [12]        | Từ Sơn                | Hanaka Paris Ocean Park                              | Cemento (i) |

## Gruppo III
Le tre migliori squadre di ogni zona continentale furono promosse ai play-off del Gruppo Mondiale II 2024, mentre le due ultime classificate vennero retrocesse nel Gruppo IV.

### Zona Americana
Data: 19-24 giugno 2023

Luogo: Club Internacional de Tenis, Asunción, Paraguay

Superficie: Terra Rossa

#### Nazioni partecipanti
- Bahamas
- Bermuda
- Bolivia
- Costa Rica
- Honduras

- Panama
- Paraguay
- Rep. Dominicana
- Venezuela

#### Promozioni/retrocessioni
- Paraguay,  Bolivia e  Costa Rica qualificate per i playoff del Coppa Davis 2024 - Gruppo Mondiale II.
- Panama e  Honduras sono retrocesse al Coppa Davis 2024 Zona America Gruppo IV.

### Zona Asia/Oceania
Data: 26-29 luglio 2023

Luogo: Sri Lanka Tennis Association Courts, Colombo, Sri Lanka

Superficie: Terra Rossa

#### Nazioni partecipanti
- Arabia Saudita
- Cambogia
- Comunità del Pacifico
- Giordania

- Iran
- Malaysia
- Sri Lanka
- Vietnam

#### Promozioni/retrocessioni
- Iran,  Comunità del Pacifico e  Vietnam qualificate per i playoff del Coppa Davis 2024 - Gruppo Mondiale II.
- Cambogia e  Sri Lanka sono retrocesse al Coppa Davis 2024 Zona Asia/Oceania Gruppo IV..

### Zona Europa
Data: 14-17 giugno 2023

Luogo: Herodotou Tennis Academy, Larnaca, Cipro

Superficie: Cemento

#### Nazioni partecipanti
- Cipro
- Estonia
- Macedonia del Nord
- Malta

- Moldavia
- Montenegro
- San Marino

#### Promozioni/retrocessioni
- Estonia,  Moldavia e  Cipro qualificate per i playoff del Coppa Davis 2024 - Gruppo Mondiale II.
- San Marino e  Malta sono retrocesse al Coppa Davis 2024 Zona Europa Gruppo IV.

### Zona Africa
Data: 9-12 agosto 2023

Luogo: Università di Pretoria, Pretoria, Sudafrica

Superficie: Cemento

#### Nazioni partecipanti
- Algeria
- Benin
- Costa d'Avorio
- Namibia

- Senegal
- Sudafrica
- Togo
- Zimbabwe

#### Promozioni/retrocessioni
- Sudafrica,  Zimbabwe e  Togo qualificate per i playoff del Coppa Davis 2024 - Gruppo Mondiale II.
- Algeria e  Senegal sono retrocesse al Coppa Davis 2024 Zona Africa Gruppo IV..

## Gruppo IV
Le due migliori squadre di ogni zona continentale saranno promosse al Gruppo III 2024, mentre le due ultime classificate saranno retrocesse nel Gruppo V.

### Zona Americana
Data: 26-29 luglio 2023

Luogo: National Racquet Sports Centre, Tacarigua, Trinidad e Tobago

Superficie: Cemento

#### Nazioni partecipanti
- Antigua e Barbuda
- Aruba
- Cuba
- Guatemala
- Isole Vergini Americane

- Haiti
- Nicaragua
- Porto Rico
- Trinidad e Tobago

#### Nazioni non attive
- Saint Lucia

#### Promozioni
- Guatemala e  Porto Rico qualificate per i playoff del Coppa Davis 2024 Zona America Gruppo III.

### Zona Asia/Oceania
Data: 18-21 ottobre 2023

Luogo: Megasaray Tennis Academy, Adalia, Turchia

Superficie: tbd

#### Nazioni partecipanti
- Emirati Arabi Uniti
- Guam
- Iraq
- Kirghizistan

- Kuwait
- Singapore
- Siria
- Turkmenistan

### Zona Europa
Data: 26-29 luglio 2023

Luogo: Tennis Club Bellevue, Dulcigno, Montenegro

Superficie: Terra Rossa

#### Nazioni partecipanti
- Albania
- Andorra
- Armenia
- Azerbaigian

- Islanda
- Kosovo
- Liechtenstein

#### Promozioni
- Kosovo e  Azerbaigian qualificate per i playoff del Coppa Davis 2024 Zona Europa Gruppo III.

### Zona Africa
Data: 26-29 luglio 2023

Luogo: Ecology Tennis Club, Kigali, Ruanda

Superficie: Terra Rossa

#### Nazioni partecipanti
- Angola
- Botswana
- Camerun
- Ghana

- Kenya
- Mozambico
- Nigeria
- Ruanda

#### Promozioni
- Ghana e  Nigeria qualificate per i playoff del Coppa Davis 2023 Zona Africa Gruppo III.
- Mozambico e  Botswana sono retrocesse al Coppa Davis 2023 Zona Africa Gruppo V.

## Gruppo V
Le due migliori squadre di ogni zona continentale saranno promosse al Gruppo IV 2024.

### Zona Asia/Oceania
Data: Ottobre 2023

Luogo: Polytechnic University, Madinat 'Isa, Bahrain

Superficie: Cemento

#### Nazioni partecipanti
- Bahrein
- Bangladesh
- Bhutan
- Brunei
- Laos
- Macao
- Maldive

- Mongolia
- Birmania
- Nepal
- Qatar
- Tagikistan
- Yemen

#### Nazioni non attive
- Oman

- Filippine

### Zona Africa
Data: 21-24 giugno 2023

Luogo: Cercle de Kinshasa, Kinshasa, Repubblica Democratica del Congo

Superficie: Terra Rossa

#### Nazioni partecipanti
- Burundi
- Etiopia
- Gabon
- Gibuti
- Lesotho
- Mauritius

- Rep. del Congo
- RD del Congo
- Seychelles
- Tanzania
- Uganda

#### Nazioni non attive
- Burkina Faso
- Libia
- Mali

- Sudan
- Sudan del Sud
- Zambia

#### Promozioni/retrocessioni
- Burundi e  RD del Congo qualificate per i playoff del Coppa Davis 2023 Zona Africa Gruppo IV.